# Ruth Adler Schnee
Ruth Adler Schnee (13 de mayo de 1923-5 de enero de 2023) fue una diseñadora textil y de interiores germanoestadounidense. Su trabajo se caracterizaba por sus estampados modernos y patrones abstractos de formas orgánicas y geométricas. Abrió el Ruth Adler-Schnee Design Studio con su esposo Edward Schnee en Detroit, que funcionó hasta 1960. El estudio produjo textiles y luego se ramificó en la decoración del hogar, interiores y muebles de Adler-Schnee Associates.

## Biografía
Ruth Adler nació el 13 de mayo de 1923 en Frankfurt, República de Weimar, Alemania, en la familia judía alemana de Marie y Joseph Adler. Más tarde, la familia se mudó a Düsseldorf. Huyeron de Alemania poco después de la Noche de los cristales rotos en 1938 y antes del comienzo de la Segunda Guerra Mundial. Se graduó de Cass Technical High School en 1942.
En 1944, estudió con Walter Gropius, después de recibir una beca para la Escuela de Arquitectura y Diseño de la Universidad de Harvard. En 1945, recibió una licenciatura en bellas artes de la Escuela de Diseño de Rhode Island. Hizo una pasantía con Raymond Loewy en Nueva York y recibió una maestría en bellas artes de la Academia de Arte de Cranbrook en 1946, convirtiéndose en la primera mujer en recibir un título de posgrado en arquitectura de la escuela. También ganó un concurso de diseño residencial del Chicago Tribune en 1946. Estudió arquitectura con Eliel Saarinen en Cranbrook y fue aquí donde se interesó por el diseño textil.
En 1948, se casó con Edward Schnee, un graduado en economía de la Universidad Yale y él la ayudó a hacer crecer su negocio. Juntos abrieron la tienda para el hogar Adler-Schnee en Detroit.
En 1952, Adler Schnee trabajó con Richard Buckminster Fuller en el Ford Rotunda contribuyendo con el diseño de tapicería. Su trabajo también se incluyó en el Centro Técnico de General Motors diseñado por Eero Saarinen y el World Trade Center de Minoru Yamasaki (1973–2001) en Nueva York.
Adler Schnee fue el tema de un documental de 2010, The Radiant Sun: Designer Ruth Adler Schnee, dirigido por Terri Sarris de la Universidad de Michigan.
Recibió el premio Artista Eminente Kresge 2015 de la Fundación Kresge por su trayectoria en la introducción del modernismo de posguerra en el área de Detroit.
Adler Schnee murió el 5 de enero de 2023, a la edad de 99 años.